# Johannes Emil Kuntze
Johannes Emil Kuntze, född 25 november 1824 i Grimma, död 11 februari 1894, var en tysk jurist.
Kuntze blev professor vid Leipzigs universitet 1856. Bland hans ganska talrika skrifter märks Die Obligation und die Singularsuccession des römischen und heutigen Rechts (1856), Die Lehre von den Inhaberpapieren (1857), Institutionen (1869; andra upplagan 1880), Die Obligationen und das jus extraordinarium (1886), Deutsches Wechselrecht (1862) och Das Wechselrecht (1884 i Wilhelm Endemanns "Handbuch").